# ایه‌ساتو تسوگوئو
ایه‌ساتو تسوگوئو (به ژاپنی: 家里 次郎 いえさと つぐお); تولد ۱۸۳۹ میلادی، ۱۰ ژوئن ۱۹۶۳، یکی از اعضای میبو روشیگومی. او به عنوان پسر دوم سیمون کوبایاشی از ماتسوزاکا ایسه متولد شد. نام خانوادگی او همچنین با نام «ایزاتو» شناخته می‌شود. او یکی از ۲۴ رونینی بود که میبو روشیگومی را تشکیل دادند.
او در سال ۱۸۳۹ به عنوان پسر دوم کوبایاشی سیمون و آسا متولد شد. در سال ۱۸۶۳، در پاسخ به درخواست کیوکاوا هاچیرو، به روشیگومی پیوست. وقتی به کیوتو رسید، در آنجا به همراه کوندو ایسامی، سریزاوا کامو و یوشیئو تونوئوچی ماند. او توسط اودونو کیوئو  منصوب شد تا به همراه یوشیئو تونوئوچی، مسئول هماهنگی اعضای باقی‌مانده روشیگومی در روستای میبو باشد. بعدها، در مبارزه برای رهبری، تونوچی ترور شد و نگیشی تومویاما نیز گروه را ترک کرد. ایساتو منزوی و فرار کرد و در حالی که در اوزاکا بود، به دلیل عدم رعایت اصول شرافت سامورایی، توسط سریزاوا مجبور به انجام سپوکو شد.。 او در سن ۲۵ سالگی درگذشت.